# Salembaran Jati
Salembaran Jati is een bestuurslaag in het regentschap Tangerang van de provincie Banten, Indonesië. Salembaran Jati telt 6081 inwoners (volkstelling 2010).